# Aleksandra Spieczyńska
Aleksandra Spieczyńska (ur. 1974 we Wrocławiu) – Miss Polonia 1993, International Queen of the Year 2004, modelka i fotomodelka.

## Kariera
Zadebiutowała w czasopiśmie "Dziewczyna" w konkursie "Dziewczyna na okładkę". Zajęła w nim drugie miejsce, ale wtedy została dostrzeżona i weszła do konkursu Elite Model Look.
W 1993 zdobyła tytuł Miss Polonia, jak również tytuły komplementarne: Miss Gracji, Miss Foto i Miss Publiczności.
W 2004 zdobyła koronę International Queen of the Year.